# Астория (студия звукозаписи)
Астория (англ. Astoria) — большой плавучий дом на Темзе, около Хэмптона, Мидлсекс, построенный в 1911 году. В настоящее время принадлежит британскому гитаристу, певцу и автору песен Дэвиду Гилмору и используется как студия звукозаписи.
Здесь были записаны три последних студийных альбома Pink Floyd: A Momentary Lapse of Reason (1987), The Division Bell (1994) и The Endless River (2014), а также сольные альбом Дэвида On an Island (2006) и Rattle That Lock (2015). Здесь также микшировались концертные альбомы Pink Floyd: «Delicate Sound of Thunder» (1988) и «Pulse» (1995), а также DVD «P.U.L.S.E.» (1995), сольный DVD/Blu-ray Гилмора «Remember That Night» (2007) и концертный альбом и DVD Live in Gdańsk (2008).
Гилмор купил хаусбот в 1986 году, потому что «провёл полжизни в студиях звукозаписи без окон и без света, а на этом боте куча окон с прекрасными видами».

## История
Лодка была построена в 1911 году для импресарио Фреда Карно, который хотел иметь лучший плавучий дом на реке. Он спроектировал его так, что на палубе мог играть оркестр из 90 инструментов.
В 1986 году плавучий дом был приобретён Дэвидом Гилмором: «Мне только что довелось найти это прекрасное судно, которое было построено в виде плавучего дома и было очень дешёвым, так что я купил его. И то только после покупки я подумал, что я мог бы, возможно, использовать его для записи. Диспетчерская — это комната 30 футов на 20 футов. Это очень удобная рабочая среда — три спальни, кухня, ванная комната, большая гостиная. Всего длиной 90 футов».
Боб Эзрин упомянул, однако, о том, что плавающая студия создала несколько проблем, когда он приступил к работе над гитарным звучанием во время записи «A Momentary Lapse of Reason»:

Помещение не было огромным (…) Поэтому мы не могли поставить усилители в одной комнате с нами, и нам пришлось использовать усилители поменьше. Но, после того как мы поэкспериментировали с ними на этапе демозаписи, то обнаружили, что нам действительно нравится такое звучание. Таким образом, Fender Princeton и маленькие усилители G&K стали основой гитарного звука Дэйва в этой записи.
Оригинальный текст (англ.)It's not a huge environment (...) So we couldn't keep the amps in the same room with us, and we were forced to use slightly smaller amplifiers. But after playing around with them in the demo stages of the project, we found that we really like the sound. So a Fender Princeton and a little G&K amp became the backbone of Dave's guitar sound for that record.

Дара О Бриэн, Грифф Рис Джонс и Рори МакГрат посетили Astoria во время поездки вниз по Темзе для телевизионных программ BBC «Трое в лодке».
В сети доступно видео, на котором Эндрю Джексон, сидит за микшерном пультом в Astoria Studio.